# Neorossia
Neorossia (лат.) — род головоногих моллюсков из семейства Sepiolidae (Rossiinae) отряда Sepiolida. 2 вида.

## Распространение
Батиаль. Встречаются в Австралийских водах Тихого океана и в северо-западных, восточных и европейских водах Атлантического океана (включая Средиземное море).

## Описание
Мелкие головоногие моллюски (длина тела несколько сантиметров). На обычных щупальцах от 6 до 7 рядов присосок (на руках 2 ряда). У самцов спинные руки гектокотилизированы. Чернильный мешок и светящиеся органы отсутствует. Анальные папиллы редуцированы до мелких бугорков. Гладиус развит. Голова и передний край мантии не срастаются на спинной стороне. Род был впервые выделен в 1971 году зоологом С. Болецким (S. von. Boletzky), на основании ранее описанного типового вида Rossia caroli Joubin, 1902.

## Систематика
- Neorossia caroli (Joubin, 1902)typus — Атлантический океан[4]
- Neorossia leptodons A. Reid, 1992 — берега Австралии[6][7]